# فرودگاه اوگوکی پست

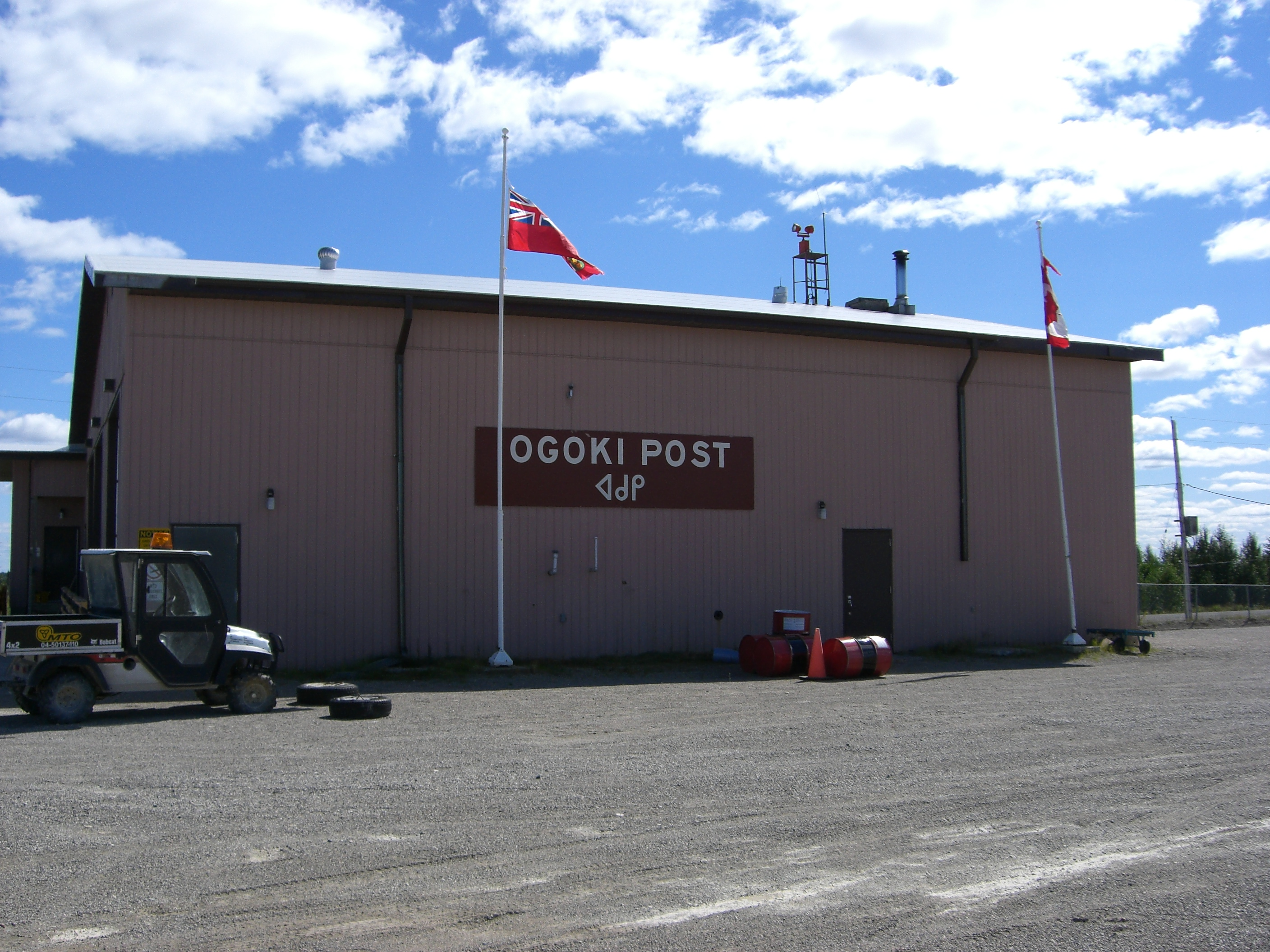
تصویری از فرودگاه پست

فرودگاه اوگوکی پست (به انگلیسی: Ogoki Post Airport) یک فرودگاه همگانی با کد یاتا YOG است که یک باند فرود شن دارد و طول باند آن ۱٬۰۷۱ متر است. این فرودگاه در کشور ایالات متحده آمریکا قرار دارد و در ارتفاع ۱۸۱ متری از سطح دریا واقع شده‌است.